# Queens Gate
Queens Gate es un lugar designado por el censo ubicado en el condado de York en el estado estadounidense de Pensilvania. En el Censo de 2010 tenía una población de 1464 habitantes y una densidad poblacional de 967,9 personas por km².

## Geografía
Queens Gate se encuentra ubicado en las coordenadas 39°56′26″N 76°41′15″O / 39.94056, -76.68750. Según la Oficina del Censo de los Estados Unidos, Queens Gate tiene una superficie total de 1.51 km², de la cual 1.51 km² corresponden a tierra firme y (0%) 0 km² es agua.

## Demografía
Según el censo de 2010, había 1464 personas residiendo en Queens Gate. La densidad de población era de 967,9 hab./km². De los 1464 habitantes, Queens Gate estaba compuesto por el 79.92% blancos, el 7.24% eran afroamericanos, el 0.2% eran amerindios, el 7.45% eran asiáticos, el 0.14% eran isleños del Pacífico, el 3.28% eran de otras razas y el 1.78% pertenecían a dos o más razas. Del total de la población el 0.75% eran hispanos o latinos de cualquier raza.